# Aytoniaceae
Aytoniaceae là một họ rêu trong bộ Marchantiales.

## Các chi
- Asterella
- Cryptomitrium
- Mannia
- Plagiochasma
- Reboulia